# Baliste vermiculé
Pseudobalistes fuscus
Espèce
Le Baliste vermiculé ou Baliste jaune et bleu (Pseudobalistes fuscus) est une espèce de poissons de la famille des Balistidae.
Cette espèce se trouve dans la Mer Rouge et dans tout le bassin Indo-Pacifique tropical. Elle vit dans les eaux côtières et dans les bancs de récifs au large à une profondeur de 3 à 50 m.

## Description
Le baliste vermiculé mesure jusqu'à 55 cm de long.

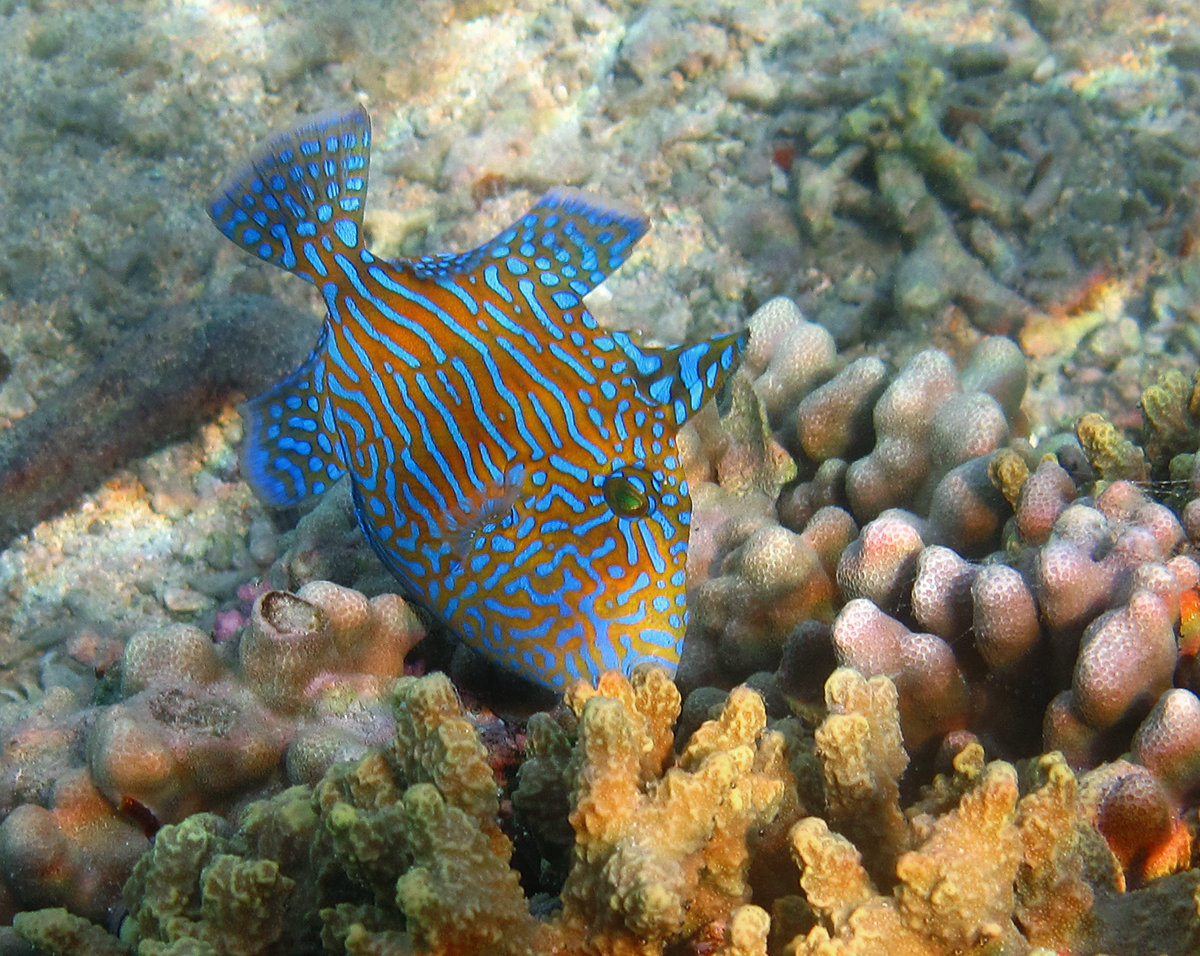
Subadulte
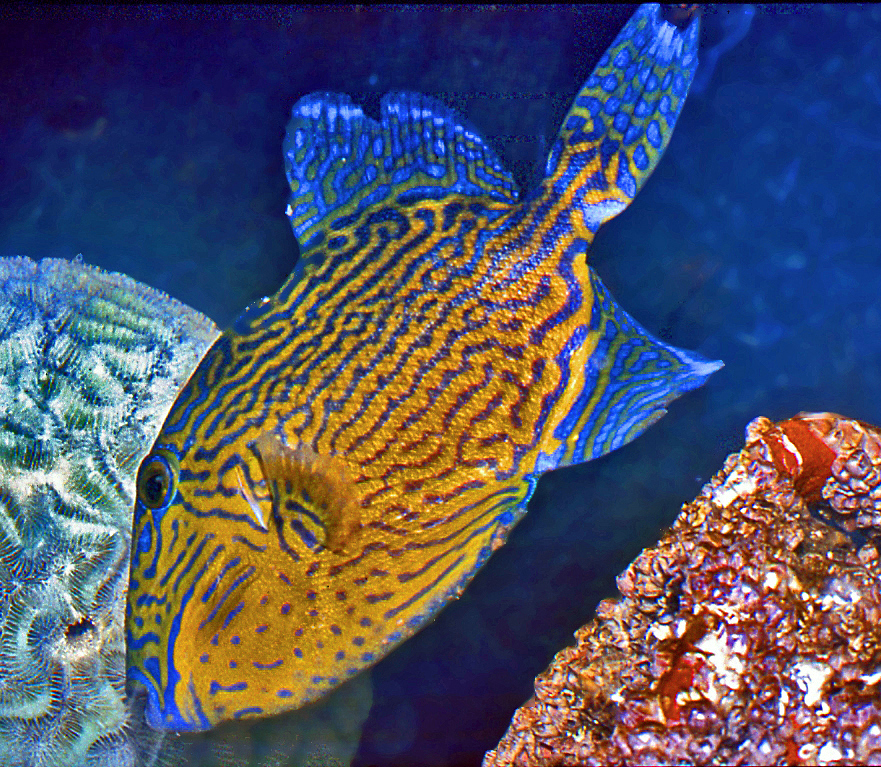
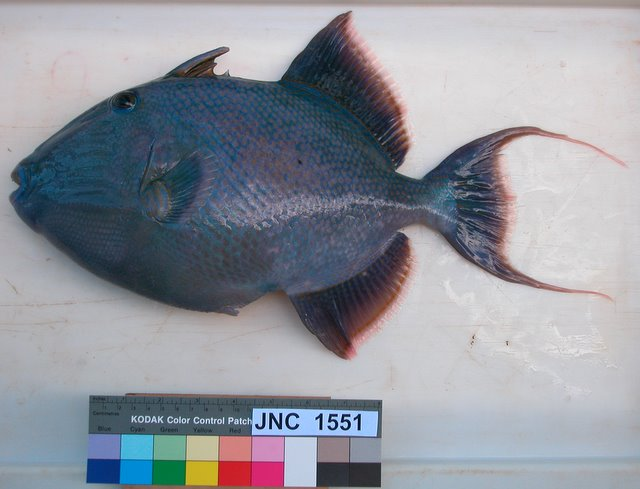

Les jeunes ont une couleur de fond jaune visible marqué d'une multitude de petites lignes bleues irrégulières.
Les mâles ont une livrée bleue typique, livré qui prend une couleur bleue plus intense pendant la saison des amours.